# Selimiyemoskén

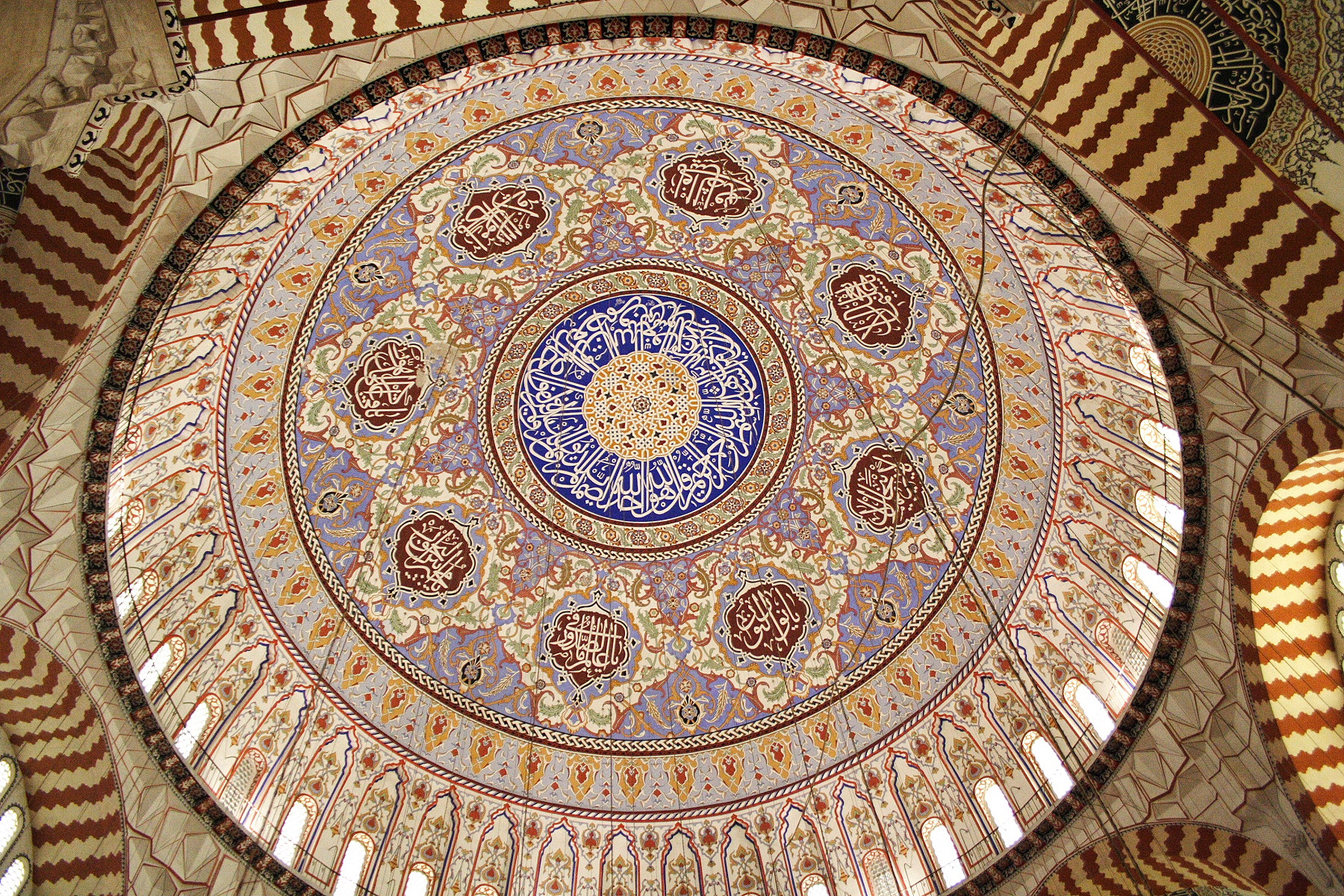
Kupolens insida.

Selimiyemoskén i Edirne i Turkiet ritades av den osmanske arkitekten Mimar Sinan och uppfördes mellan år 1568 och 1574. Moskén byggdes för Süleyman I:s son och efterträdare Selim II. Sinan såg den själv som sitt mästerverk och den anses som ett av de finaste arkitektoniska verken från det osmanska rikets storhetstid.
Moskén ligger centralt i en kullyia, en gård med koranskolor och en övertäckt marknadsdel i anslutning till moskén. Den har en stor kupol och fyra minareter. Grundplanen är kvadratisk, men innanför väggarna är kupolen, som är över 31 meter i diameter, uppburen av åtta slanka pelare som är placerade i en oktagon. Kupolen är synlig på många kilometers avstånd och dominerar stadsbilden. Enligt legenden har moskén 999 fönster.
Den 27 juni 2011 blev Selimiyemoskén utnämnd till världsarv.